# Frank Nouble
Frank Herman Nouble (Londres, Inglaterra, 24 de septiembre de 1991) es un futbolista inglés. Juega de delantero y su equipo es el Yeovil Town F. C. de la National League South de Inglaterra.

## Trayectoria
Frank Nouble, a los 12 años de edad, se unió a la Academia del Chelsea Football Club. Luego de irse abriendo paso a través de las diferentes categorías juveniles del club, Frank fue promovido al equipo Sub-16 en la temporada 2006-07, cuando apenas contaba con tan sólo 14 años de edad. Durante esa temporada, Frank formó una fuerte alianza en la delantera con Adam Phillip, además de haber podido disputar dos partidos con el equipo juvenil y de haber anotado en una ocasión ante el juvenil del Ipswich Town.
En la temporada 2007-08, Frank alineó con el equipo juvenil en algunos partidos de pretemporada. Sin embargo, Frank tuvo que comenzar la temporada nuevamente con el equipo Sub-16. No obstante, luego de algunos meses y de algunos partidos con el equipo juvenil, Frank terminó por establecerse en dicho equipo de manera permanente. Durante esta temporada, Frank disputó 21 partidos y anotó 4 goles en la liga, mientras que en la FA Youth Cup disputó 5 encuentros y anotó en dos ocasiones.
Su impresionante desempeño durante esa temporada, hicieron que el entrenador del equipo de reservas, Brendan Rodgers, le diera la oportunidad de debutar con dicho equipo en noviembre de 2007, poco después de haber cumplido 16 años de edad. Poco a poco, Frank fue ganándose su lugar en el equipo de reservas. Así mismo, durante la temporada 2008-09, Frank se convirtió en parte fundamental del equipo juvenil en la FA Youth Cup, por sobre otros jugadores como Jacob Mellis y Adam Phillip. En dicha competencia, Frank anotó un gol al minuto 45 en la victoria por 3-2 en Old Trafford sobre el juvenil del Manchester United el 28 de noviembre de 2008. Durante esa temporada, Frank anotó 14 goles entre los dos equipos.
Frank había impresionado de tal forma durante esa temporada que ya tenía un lugar asegurado como titular en el equipo de reservas para la temporada siguiente. Sin embargo, Frank rechazó un contrato profesional del Chelsea, aparentemente debido al fichaje de Daniel Sturridge, un jugador con características similares. Por tal motivo, el 21 de julio de 2009, Frank firmó un contrato de 5 años con el West Ham United.

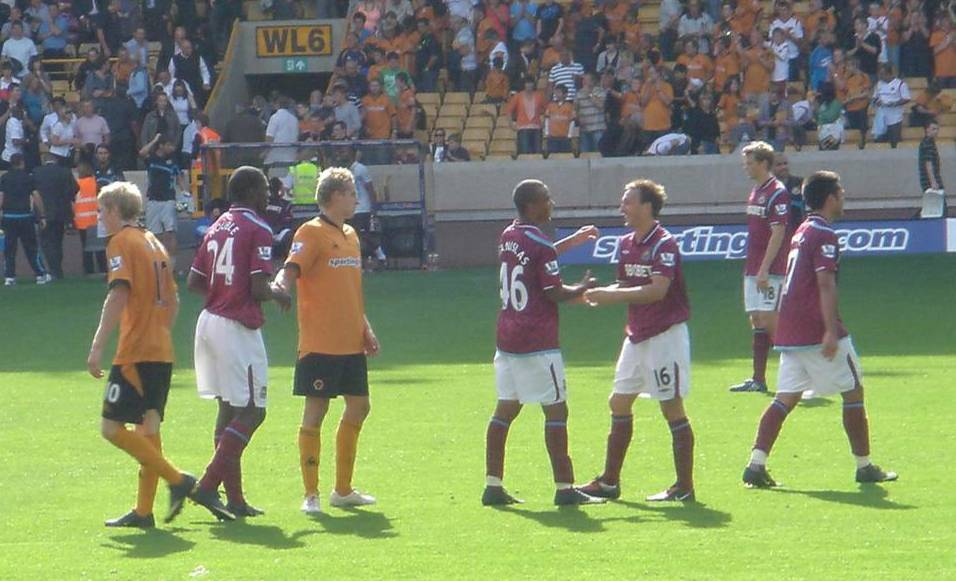
Frank Nouble (primer jugador del West Ham a la izquierda) luego del partido entre el West Ham y el Wolverhampton.

Durante la pretemporada con el West Ham, Frank anotó un gol de último minuto que le dio la victoria a su equipo por 3-2 sobre el Thurrock FC el 24 de julio de 2009. También anotó un doblete en la victoria por 3-0 ante el Kingstonian FC el 31 de julio de 2009. Su debut en la Premier League fue el 15 de agosto de 2009 en la victoria por 2-0 sobre el Wolverhampton Wanderers, luego de haber entrado de cambio al minuto 93 por Carlton Cole. Su primer partido como titular fue el 17 de enero de 2010 en el empate a 0-0 entre el Aston Villa y el West Ham. En total, Frank disputó 8 partidos en la temporada 2009-10 con el West Ham, de los cuales 3 fueron como titular. Así mismo, también disputó 2 encuentros como sustituto en la Football League Cup y en la FA Cup.
El 8 de febrero de 2010, Frank fue cedido en préstamo al West Bromwich Albion de la Football League Championship durante un mes. Su debut con este equipo fue al día siguiente en la victoria por 2-0 ante el Scunthorpe United. En total, Frank disputó 3 partidos con el West Bromwich antes de regresar al West Ham.
Luego, el 19 de marzo de 2010, Frank fue cedido de emergencia al Swindon Town de la Football League One durante un mes, ya que el equipo se había quedado sin opciones en la delantera luego de que sus jugadores Billy Paynter y Vincent Pericard se lesionaran. Su debut con este equipo fue al día siguiente en el empate a 1-1 ante el Norwich City. Un mes después, Frank extendió su préstamo con el Swindon hasta el final de la temporada 2009-10. En total, Frank disputó 8 encuentros con el Swindon Town, de los cuales 3 fueron como titular.
El 17 de septiembre de 2010 fue cedido al Swansea City de la Football League Championship durante 3 meses. Su debut con este equipo fue al día siguiente en la victoria por 2-0 sobre el Scunthorpe United. Su primer gol con el Swansea fue diez días después en la victoria por 3-2 ante el Watford FC. Sin embargo, debido a la cantidad de delanteros lesionados en el West Ham, su cesión con el Swansea se suspendió y tuvo que regresar en octubre de 2010. En total, Frank disputó 6 encuentros y anotó en una ocasión.
Luego de su regreso debutó con el West Ham en la temporada 2010-11 en la victoria por 3-1 ante el Fulham FC, luego de haber entrado de cambio al minuto 89 por Frédéric Piquionne. También debutó como titular en la FA Cup el 8 de enero de 2011 en la victoria por 2-1 sobre el Barnsley FC, para luego ser sustituido al minuto 83 por Frédéric Piquionne.
El 1 de febrero de 2011 fue nuevamente cedido, esta vez al Barnsley FC de la Football League Championship hasta el 5 de marzo de 2011. Su debut con el Barnsley fue ese mismo día en la victoria por 2-0 sobre el Preston North End. Nouble solamente logró disputar 4 encuentros con el Barnsley sin anotar en ninguna ocasión, por lo que al término de su préstamo, el entrenador Mark Robins decidió no ampliar su estancia con el equipo, por lo que Nouble tuvo que regresar al West Ham. Sin embargo, días después de haber regresado, el 11 de marzo, Nouble tuvo que ser cedido de emergencia al Charlton Athletic de la Football League One durante un mes debido a la crisis de delanteros lesionados por la que pasaba el club. Su debut con el Charlton fue al día siguiente en la derrota por 1-0 frente al Brentford FC. Su primer gol con el Charlton sería en el siguiente encuentro ante el Dagenham & Redbridge, aunque su equipo fue derrotado por 2-1. Dos días antes de que su préstamo con el Charlton expirara, Frank extendió su estancia con el equipo hasta el final de la temporada 2010-11.
Fichó por el Colchester United de la League Two por dos años el 8 de junio de 2018. Su debut con el club fue el 4 de agosto en el empate a cero contra el Notts County. Tras finalizar su contrato, en agosto de 2020 firmó con el Plymouth Argyle F. C. No tardó en regresar al Colchester United F. C.; primero como cedido en febrero de 2021 y después firmando un contrato de dos años. En enero de 2022 este equipo lo cedió al Leyton Orient F. C. hasta final de temporada. Volvió a Colchester y abandonó definitivamente el club en marzo de 2023 para, días después, unirse al Torquay United F. C. A inicios de julio decidió seguir su carrera en el Yeovil Town F. C.

## Selección nacional
Frank ha sido internacional con la selección de Inglaterra sub-16, sub-17 y sub-19. Con la sub-19 debutó el 8 de octubre de 2009 en la victoria por 3-1 sobre Finlandia, el cual era un partido clasificatorio para el Campeonato Europeo Sub-19 de 2010. Durante dicho campeonato, Frank anotó un doblete en la victoria de Inglaterra por 3-2 sobre Austria.
Aunque ha sido internacional en las categorías inferiores de Inglaterra, también puede ser llamado a la selección de Costa de Marfil, ya que sus padres son marfileños.

## Clubes
| Club                                | País       | Año       |
| ----------------------------------- | ---------- | --------- |
| West Ham United F. C.               | Inglaterra | 2009-2012 |
| West Bromwich Albion F. C. (cedido) | Inglaterra | 2010      |
| Swindon Town F. C. (cedido)         | Inglaterra | 2010      |
| Swansea City A. F. C. (cedido)      | Gales      | 2010      |
| Barnsley F. C. (cedido)             | Inglaterra | 2011      |
| Charlton Athletic F. C. (cedido)    | Inglaterra | 2011      |
| Gillingham F. C. (cedido)           | Inglaterra | 2011      |
| Barnsley F. C. (cedido)             | Inglaterra | 2012      |
| Wolverhampton Wanderers F. C.       | Inglaterra | 2012-2013 |
| Ipswich Town F. C.                  | Inglaterra | 2013-2015 |
| Coventry City F. C. (cedido)        | Inglaterra | 2014-2015 |
| Coventry City F. C.                 | Inglaterra | 2015      |
| Tianjin Songjiang                   | China      | 2015-2016 |
| Nei Mongol Zhongyou (cedido)        | China      | 2016      |
| Gillingham F. C.                    | Inglaterra | 2016-2017 |
| Southend United F. C.               | Inglaterra | 2017      |
| Newport County A. F. C.             | Gales      | 2017-2018 |
| Colchester United F. C.             | Inglaterra | 2018-2020 |
| Plymouth Argyle F. C.               | Inglaterra | 2020-2021 |
| Colchester United F. C. (cedido)    | Inglaterra | 2021      |
| Colchester United F. C.             | Inglaterra | 2021-2023 |
| Leyton Orient F. C. (cedido)        | Inglaterra | 2022      |
| Torquay United F. C.                | Inglaterra | 2023      |
| Yeovil Town F. C.                   | Inglaterra | 2023-     |

## Estadísticas

### Clubes
| West Ham United Inglaterra                  | 2009-10             | 8  | 0 | 1 | 0 | 1 | 0 | 10 | 0 |
| West Ham United Inglaterra                  | Total               | 8  | 0 | 1 | 0 | 1 | 0 | 10 | 0 |
| West Bromwich Albion Inglaterra             | 2009-10             | 3  | 0 | 0 | 0 | 0 | 0 | 3  | 0 |
| West Bromwich Albion Inglaterra             | Total               | 3  | 0 | 0 | 0 | 0 | 0 | 3  | 0 |
| Swindon Town Inglaterra                     | 2009-10             | 8  | 0 | 0 | 0 | 0 | 0 | 8  | 0 |
| Swindon Town Inglaterra                     | Total               | 8  | 0 | 0 | 0 | 0 | 0 | 8  | 0 |
| West Ham United Inglaterra                  | 2010-11             | 2  | 0 | 2 | 0 | 0 | 0 | 4  | 0 |
| West Ham United Inglaterra                  | Total               | 2  | 0 | 2 | 0 | 0 | 0 | 4  | 0 |
| Swansea City Gales                          | 2010-11             | 6  | 1 | 0 | 0 | 0 | 0 | 6  | 1 |
| Swansea City Gales                          | Total               | 6  | 1 | 0 | 0 | 0 | 0 | 6  | 1 |
| Barnsley FC Inglaterra                      | 2010-11             | 4  | 0 | 0 | 0 | 0 | 0 | 4  | 0 |
| Barnsley FC Inglaterra                      | Total               | 4  | 0 | 0 | 0 | 0 | 0 | 4  | 0 |
| Charlton Athletic Inglaterra                | 2010-11             | 9  | 1 | 0 | 0 | 0 | 0 | 9  | 1 |
| Charlton Athletic Inglaterra                | Total               | 9  | 1 | 0 | 0 | 0 | 0 | 9  | 1 |
| West Ham United Inglaterra                  | 2011-12             | 3  | 1 | 0 | 0 | 1 | 0 | 1  | 0 |
| West Ham United Inglaterra                  | Total               | 3  | 1 | 0 | 0 | 1 | 0 | 1  | 0 |
| Total en su carrera                         | Total en su carrera | 40 | 2 | 3 | 0 | 2 | 0 | 45 | 2 |
| Estadísticas hasta el 24 de agosto de 2011. |                     |    |   |   |   |   |   |    |   |

- (*) Premier League, Football League Championship, Football League One.

### Resumen estadístico
|                              | Partidos | Goles | Promedio |
| ---------------------------- | -------- | ----- | -------- |
| Premier League               | 10       | 0     | 0        |
| Football League Championship | 13       | 1     | 0,08     |
| Football League One          | 17       | 1     | 0,06     |
| Copas nacionales             | 5        | 0     | 0        |
| Total                        | 45       | 2     | 0,04     |